# Dżabal an-Nabi Junus
Dżabal an-Nabi Junus (arab. جبل النبي يونس) – najwyższe wzniesienie częściowo uznawanego na arenie międzynarodowej państwa Palestyna, wznoszące się do 1030 m n.p.m. Jest położone w pobliżu miasta Halhul na Zachodnim Brzegu Jordanu.